# Raúl Hugo Espoile
Raúl Hugo Espoile (* 25. Januar 1889 in Mercedes; † 13. April 1958 in Buenos Aires) war ein argentinischer Komponist.
Espoile war Schüler von Edmundo Pallemaerts und studierte an der Schola Cantorum in Paris bei Vincent d’Indy. Von 1925 bis 1943 war er Generalinspektor für Musik beim Erziehungsministerium von Argentinien. Daneben war er 1938 bis 1941 Mitglied des Direktoriums des Teatro Colón und Vizedirektor des Konservatoriums von Buenos Aires. Er komponierte zwei Opern (Frenos und La Ciudad Roja), eine sinfonische Dichtung (Kuntur), eine sinfonische Suite (En La Paz de las Compos), ein Sextett für Bläser und Klavier, Klavierstücke, Chöre und Lieder.
| Personendaten    | Personendaten            |
| ---------------- | ------------------------ |
| NAME             | Espoile, Raúl Hugo       |
| KURZBESCHREIBUNG | argentinischer Komponist |
| GEBURTSDATUM     | 25. Januar 1889          |
| GEBURTSORT       | Mercedes (Buenos Aires)  |
| STERBEDATUM      | 13. April 1958           |
| STERBEORT        | Buenos Aires             |